# Kế hoạch Hula
Kế hoạch Hula là một kế hoạch trong Thế chiến II, trong đó Hoa Kỳ chuyển giao các tàu hải quân cho Liên Xô với dự đoán rằng Liên Xô cuối cùng sẽ tham gia cuộc chiến chống Nhật Bản, đặc biệt là để chuẩn bị cho các cuộc tấn công theo kế hoạch của Liên Xô vào nam Sakhalin và quần đảo Kuril. Có căn cứ tại Vịnh Cold ở Lãnh thổ Alaska, dự án đã hoạt động trong suốt mùa xuân và mùa hè năm 1945. Đây là kế hoạch chuyển giao lớn nhất và đầy tham vọng nhất trong Thế chiến II.

## Kế hoạch

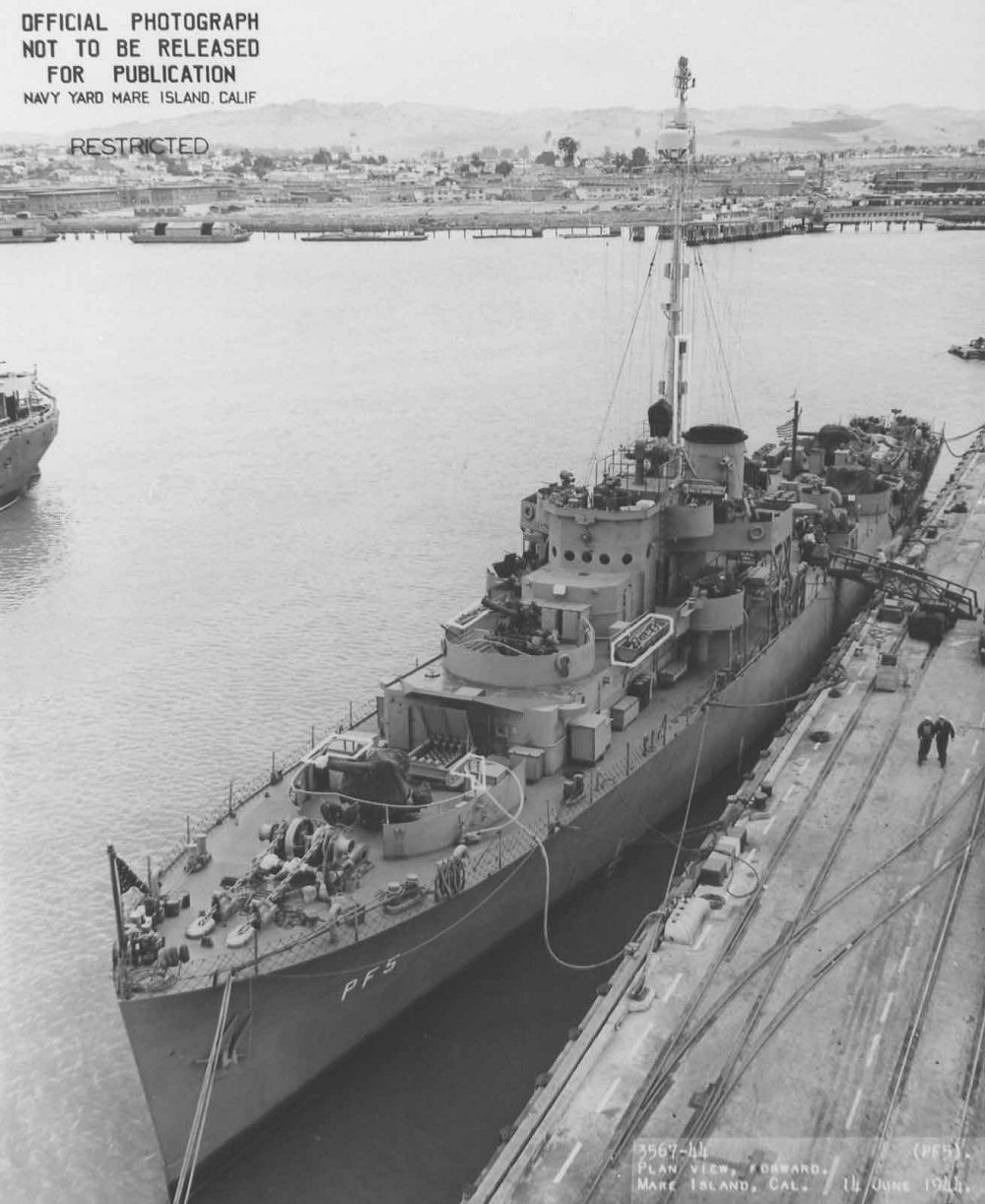
Khinh hạm tuần tra lớp Tacoma tại Xưởng Hải quân Đảo Mare, Vallejo, California, ngày 14 tháng 6 năm 1944. Được chuyển giao tại Vịnh Cold, vào ngày 16 tháng 8 năm 1945, nó trở thành EK-13 trong biên chế Hải quân Liên Xô, và được trao trả lại cho Hoa Kỳ năm 1949. Các khinh hạm tuần tra là những con tàu lớn nhất, vũ trang mạnh nhất và đắt tiền nhất được chuyển giao trong Kế hoạch Hula.

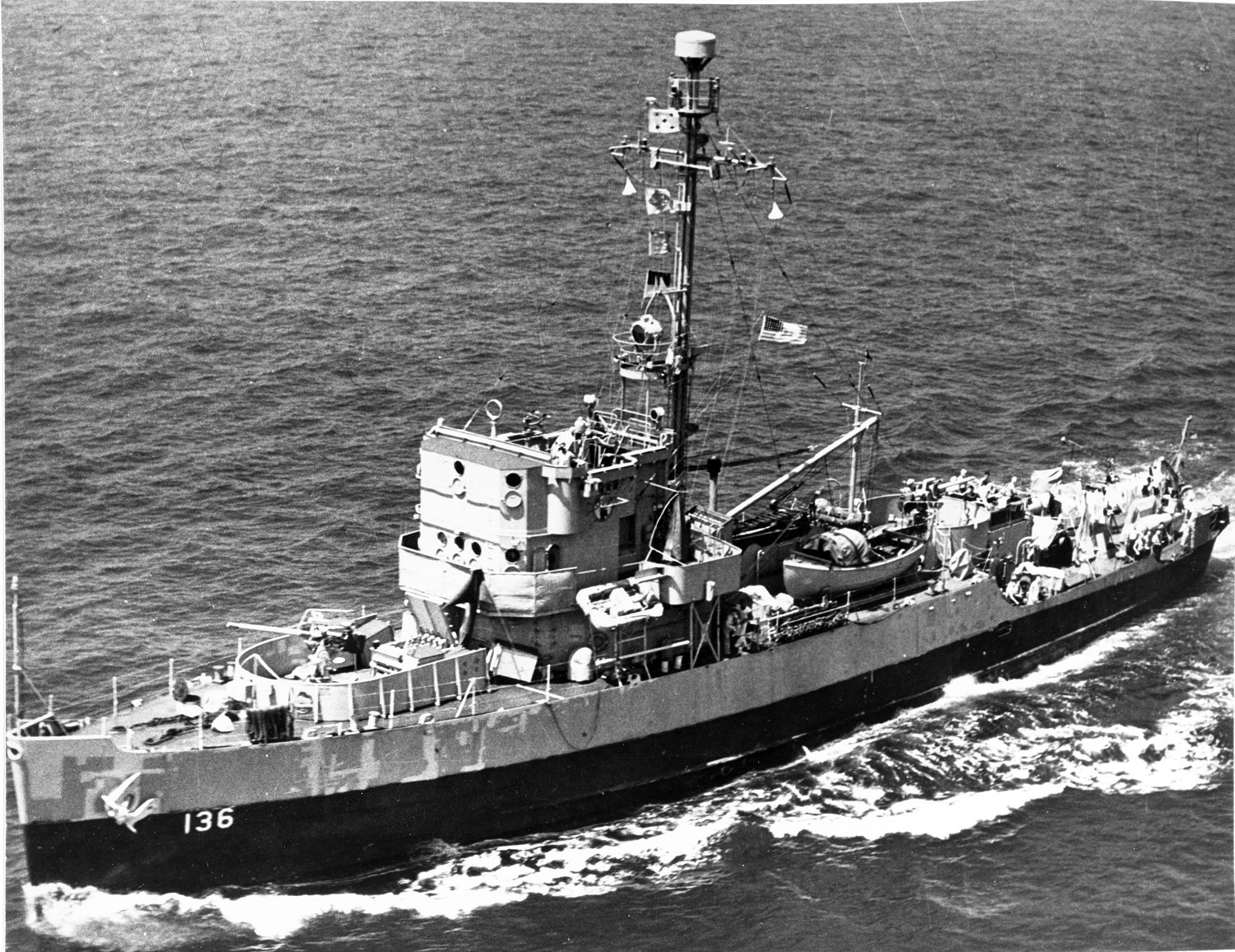
Tàu quét mìn được chuyển giao tại Vịnh Cold vào ngày 19 tháng 7 năm 1945, trở thành T-331 trong Hải quân Liên Xô.

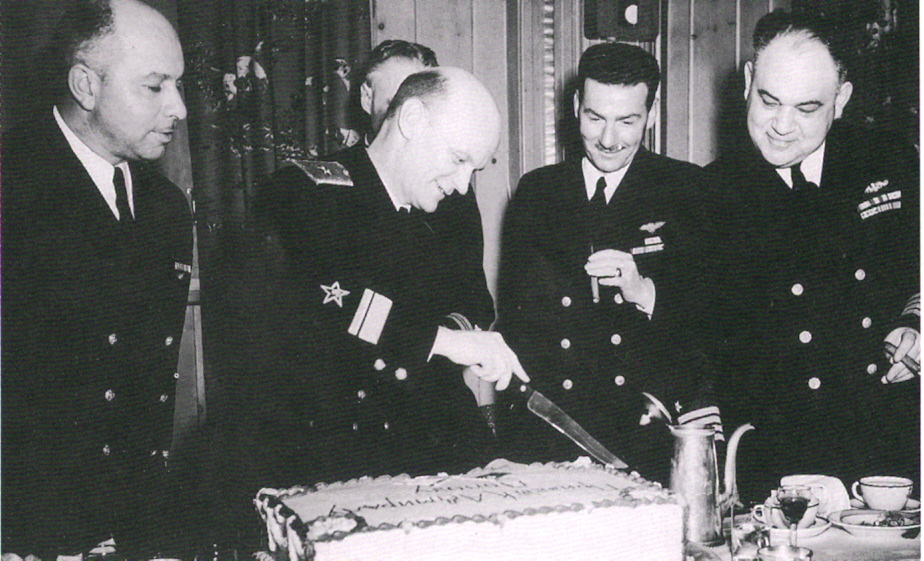
Chuẩn đô đốc Boris Dmitrievich Popov, Tư lệnh Lữ đoàn Độc lập số 5 tàu Hải quân Liên Xô tại Vịnh Cold, cắt bánh với người đồng cấp, Thuyền trưởng William S. Maxwell (phải), sĩ quan chỉ huy Biệt đội Hải quân Hoa Kỳ 3294, tại Vịnh Cold, và các sĩ quan nói chung của Kế hoạch Hula, và các thành viên của nhân viên của họ trông trong một bữa tiệc để vinh danh Popov vào Ngày Lễ Chiến sĩ trận vong, 30 tháng 5 năm 1945, có thể là tại Cảng Hà Lan.

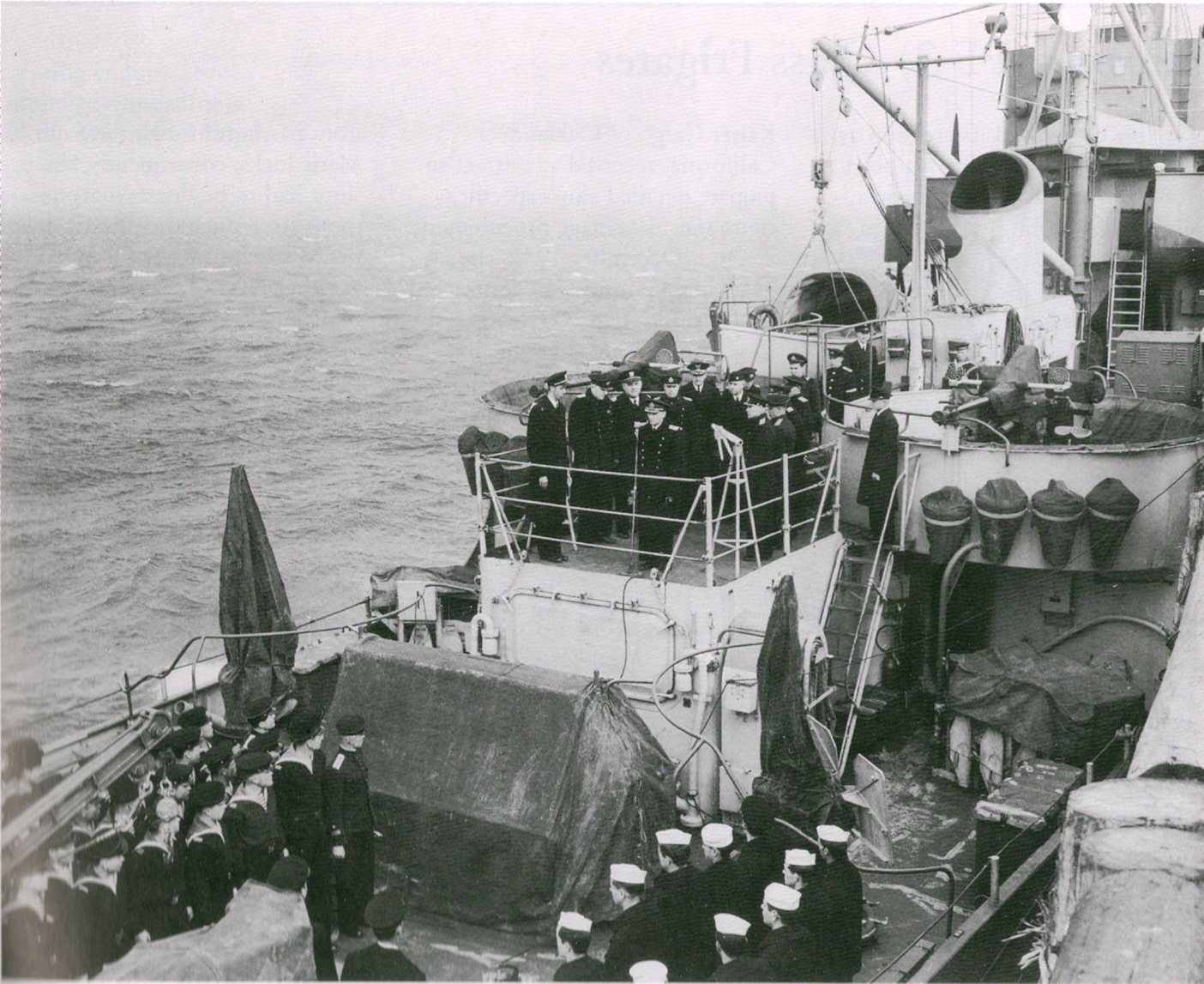
Chuẩn Đô đốc Popov phát biểu trên một tàu quét mìn lớp Admirable trong lễ chuyển giao con tàu, có thể vào ngày 21 hoặc 22 tháng 5 năm 1945.

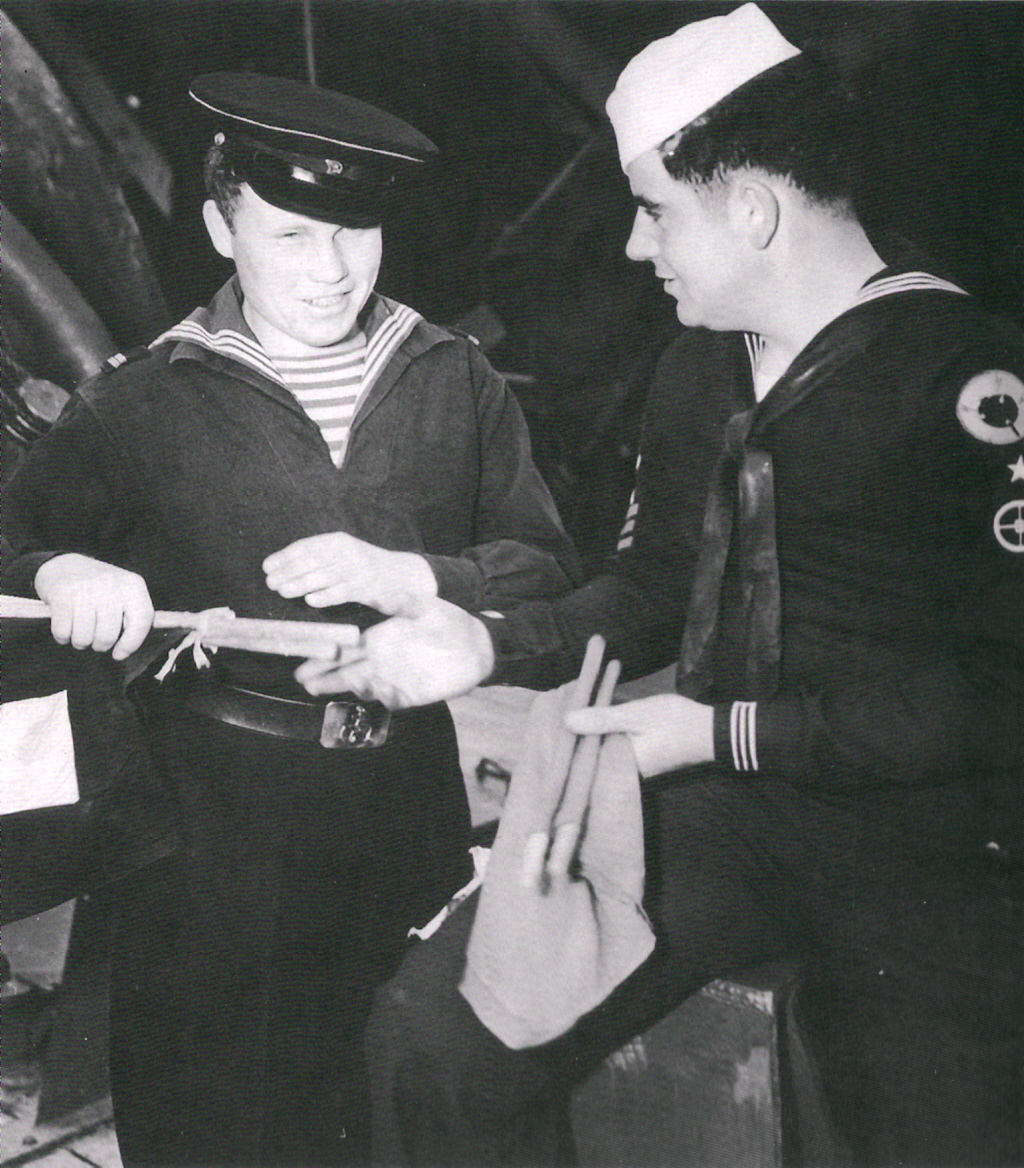
Một nhân viên báo hiệu của Hải quân Liên Xô (trái) được huấn luyện từ một nhân viên báo hiệu của Hải quân Hoa Kỳ tại Vịnh Cold năm 1945.

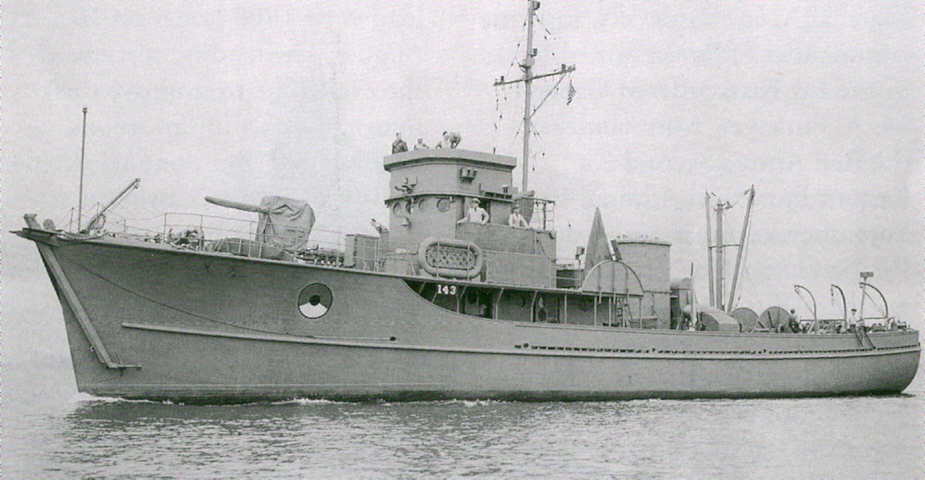
Tàu quét mìn động cơ phụ trợ của Hải quân Hoa Kỳ khi đóng mới vào tháng 2 năm 1943. Được chuyển giao tại Cold Bay, vào ngày 17 tháng 5 năm 1945, nó trở thành T-522 và tham gia vào cuộc tấn công của Liên Xô và tỉnh Karafuto của Nhật Bản phía nam Đảo Sakhalin giữa ngày 11 và 25 tháng 8 năm 1945. T-522 biên chế trong Hải quân Liên Xô cho đến khi bị xóa bỏ vào tháng 7 năm 1956, và được tháo dỡ để lấy phụ tùng.

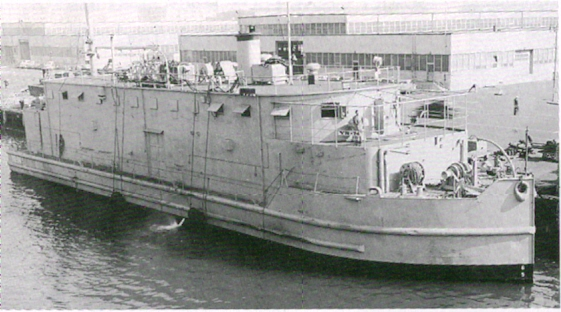
Xưởng nổi không nằm trong số các tàu trong Kế hoạch Hula, nhưng Hoa Kỳ đã chuyển giao 4 chiếc YR giống hệt nó tại Vịnh Cold vào mùa hè năm 1945.

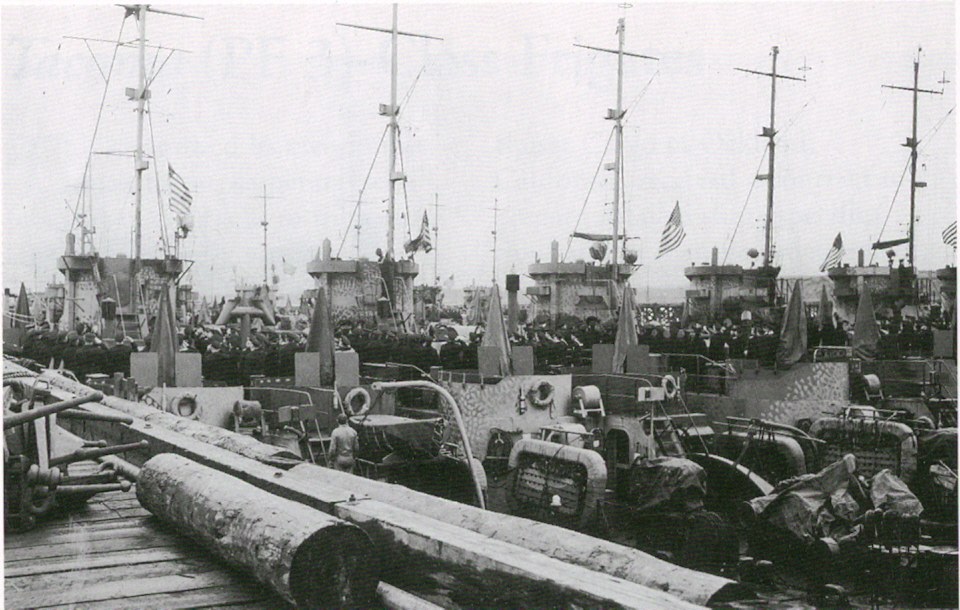
Quốc kỳ Hoa Kỳ được hạ xuống trên tàu LCI(L) khi Hải quân Hoa Kỳ loại khỏi biên chế để chuyển giao ngay cho Liên Xô, tại Vịnh Cold, vào ngày 9 tháng 6 năm 1945.

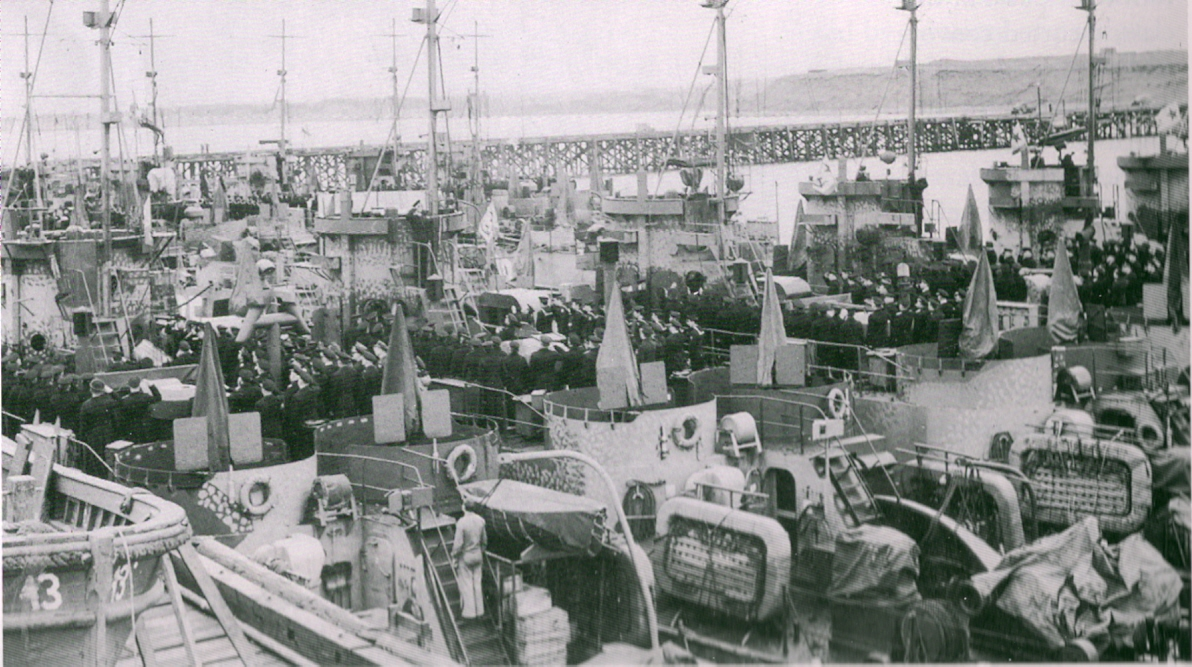
Kỳ hiệu Hải quân Liên Xô được kéo lên trên tàu LCI(L) tại Vịnh Cold, khi chúng được đưa vào biên chế Hải quân Liên Xô, ngay sau khi chuyển giao vào ngày 9 tháng 6 năm 1945. Được đổi tên thành desantiye suda (DS) hoặc "tàu đổ bộ", những chiếc tàu này vận hành chống lại quân đội Nhật Bản trong chiến dịch Liên Xô ở miền Bắc Triều Tiên vào tháng 8 đến tháng 9 năm 1945.